# Epuraea rufomarginata
Epuraea rufomarginata är en skalbaggsart som först beskrevs av Stephens 1830.  Epuraea rufomarginata ingår i släktet Epuraea, och familjen glansbaggar. Arten är reproducerande i Sverige.